# Poemat Boga-Człowieka
Poemat Boga-Człowieka (wł. Il Poema dell’Uomo-Dio) – wielowątkowa seria opowieści na temat życia Jezusa Chrystusa autorstwa Marii Valtorty. Dzieło liczy siedem ksiąg w szesnastu tomach o objętości około czterech tysięcy stron. W nowszych wydaniach nosi również alternatywny tytuł: Ewangelia, jaka została mi objawiona (wł. L’Evangelo come mi è stato rivelato). Książka została opublikowana w języku włoskim w 1956. Oparta jest na ponad 15 tysiącach stron odręcznych zapisków Marii Valtorty z lat 1943–1947. W tym okresie miała doświadczyć wizji, w których objawiał się jej Jezus Chrystus i Maryja. Książka została przetłumaczona na 30 języków i jest dostępna na całym świecie w postaci druków, nagrań dźwiękowych, jako aplikacja na telefon i książki dla dzieci. 

## Tematyka
Poemat Boga-Człowieka jest szczegółowym zapisem historii życia i działalności Jezusa, podyktowanym – według autorki – przez niego samego w celu uzupełnienia luk w Ewangeliach i jako wsparcie w walce z kwestionującymi naukę Kościoła. Dzieło jest zbliżone tematyką do pism Nowego Testamentu. Zawiera wiele treści zgodnych z Objawieniem chrześcijańskim oraz informacji dotyczących religii żydowskiej, początków Kościoła, kultury i topografii starożytnej Palestyny. Ponadto zawiera nieobecne w tekstach kanonicznych wypowiedzi i zdarzenia z życia Chrystusa, Maryi oraz innych biblijnych postaci. Opisy często przeplatają się z wypowiedziami Jezusa lub Maryi, którzy komentują wizje mistyczki, aby wyjaśnić wątpliwości, zachęcić do zwrócenia uwagi na niektóre szczegóły albo pouczyć o prowadzeniu życia duchowego. Wszystkie informacje opisane są chronologicznie w następującym układzie:
|      | KSIĘGA I – Przygotowanie                                                                                            |
| 1.   | «Maryja może być nazwana Drugorodną [Córką] Ojca»                                                                   |
| 2.   | Joachim i Anna składają ślub Panu                                                                                   |
| 3.   | Anna modli się w Świątyni i zostaje wysłuchana                                                                      |
| 4.   | «Joachim poślubił Mądrość Bożą, zawartą w sercu sprawiedliwej niewiasty»                                            |
| 5.   | Anna pieśnią oznajmia, że jest matką                                                                                |
| 6.   | «[Będąc] bez skazy, nie została nigdy pozbawiona wspomnienia Boga»                                                  |
| 7.   | Narodzenie się Maryi Dziewicy                                                                                       |
| 8.   | «Jej Dusza ukazuje się piękna i nieskalana, jaką była w zamyśle Ojca»                                               |
| 9.   | «Za trzy lata będziesz tam, moja lilio»                                                                             |
| 10.  | «Oto doskonała Dziecina o gołębim sercu»                                                                            |
| 11.  | «Pociecho moja, skąd znasz te święte sprawy? Kto Ci o nich mówi?»                                                   |
| 12.  | «Czy Syn nie mógł włożyć w usta Matki własnej Mądrości?»                                                            |
| 13.  | Oddanie Maryi do Świątyni                                                                                           |
| 14.  | «Odwieczna Dziewica miała tylko jedno pragnienie: zwracać Swe serce do Boga»                                        |
| 15.  | Śmierć Joachima i Anny                                                                                              |
| 16.  | «Zostaniesz Matką Chrystusa»                                                                                        |
| 17.  | «Widziała ponownie to, co Jej duch widział w Bogu»                                                                  |
| 18.  | «Bóg da Ci świętego małżonka, bo Mu zaufałaś. Wyjawisz mu Swe ślubowanie»                                           |
| 19.  | Józef zostaje wyznaczony na małżonka Dziewicy                                                                       |
| 20.  | Zaślubiny Dziewicy z Józefem                                                                                        |
| 21.  | «Józef został postawiony jak „pieczęć na pieczęci”, jak Archanioł na progu Raju»                                    |
| 22.  | Małżonkowie przybywają do Nazaretu                                                                                  |
| 23.  | Zwiastowanie |
| 24.  | Nieposłuszeństwo pierwszej Ewy                                                                                      |
| 25.  | «Nowa Ewa była we wszystkim posłuszna Bogu»                                                                         |
| 26.  | Jeszcze raz słowo wyjaśniające grzech pierworodny                                                                   |
| 27.  | Józef dowiaduje się, że Elżbieta jest brzemienna                                                                    |
| 28.  | «Powierz Mi zadanie usprawiedliwienia Cię przed małżonkiem»                                                         |
| 29.  | Maryja i Józef udają się do Jerozolimy                                                                              |
| 30.  | Z Jerozolimy do domu Zachariasza                                                                                    |
| 31.  | «Nie pozbawiajcie się nigdy obrony, jaką stanowi modlitwa»                                                          |
| 32.  | Przybycie do domu Zachariasza                                                                                       |
| 33.  | Maryja wyjawia imię Elżbiecie                                                                                       |
| 34.  | Maryja opowiada o Swoim Dziecięciu                                                                                  |
| 35.  | «Dar Boga powinien nas czynić coraz lepszymi»                                                                       |
| 36.  | Narodziny Chrzciciela                                                                                               |
| 37.  | «Nadzieja rozkwita jak kwiat w tym, kto wspiera głowę na Moim macierzyńskim łonie»                                  |
| 38.  | Obrzezanie Chrzciciela                                                                                              |
| 39.  | «Otwórzcie waszego ducha na przyjęcie światłości»                                                                   |
| 40.  | Ofiarowanie Chrzciciela w Śwątyni                                                                                   |
| 41.  | «Gdyby Józef był mniej święty, Bóg nie udzieliłby mu Swojego światła»                                               |
| 42.  | Maryja z Nazaretu dochodzi do porozumienia z Józefem                                                                |
| 43.  | «Pozostawcie Panu zatroszczenie się o ogłoszenie was Jego sługami»                                                  |
| 44.  | Zarządzenie spisu ludności                                                                                          |
| 45.  | «Kochać to zadowalać tego, kogo się kocha, ponad zmysłami i własną korzyścią»                                       |
| 46.  | Podróż do Betlejem                                                                                                  |
| 47.  | Narodziny Jezusa, naszego Pana                                                                                      |
| 48.  | «Ja, Maryja, [miałam udział w] odkupieniu niewiasty dzięki Mojemu Boskiemu macierzyństwu»                           |
| 49.  | Pokłon pasterzy |
| 50.  | «W pasterzach są wszystkie cechy potrzebne, aby być czcicielem Słowa»                                               |
| 51.  | Odwiedziny Zachariasza                                                                                              |
| 52.  | «Józef jest także opiekunem poświęconych [Bogu]»                                                                    |
| 53.  | Ofiarowanie Jezusa Bogu w Świątyni                                                                                  |
| 54.  | Pouczenia wynikające z poprzedniej wizji                                                                            |
| 55.  | Kołysanka Dziewicy                                                                                                  |
| 56.  | Pokłon trzech Magów                                                                                                 |
| 57.  | Uwagi na temat wiary trzech Magów                                                                                   |
| 58.  | Ucieczka do Egiptu                                                                                                  |
| 59.  | «Ból był ich wiernym przyjacielem i przybierał najrozmaitsze formy i imiona»                                        |
| 60.  | Święta Rodzina w Egipcie                                                                                            |
| 61.  | «W tym domu szanuje się porządek»                                                                                   |
| 62.  | Pierwsza lekcja pracy Jezusa                                                                                        |
| 63.  | «Nie chciałem w sposób wywołujący rozgłos wyłamywać się spod praw wieku»                                            |
| 64.  | Maryja zostaje nauczycielką Jezusa, Judy i Jakuba                                                                   |
| 65.  | Przygotowanie stroju na pełnoletność Jezusa                                                                         |
| 66.  | Wymarsz z Nazaretu na egzamin pełnoletności Jezusa                                                                  |
| 67.  | Egzamin pełnoletności Jezusa w Świątyni                                                                             |
| 68.  | Rozmowa Jezusa z uczonymi w Świątyni                                                                                |
| 69.  | Cierpienie Maryi z powodu zgubienia się Jezusa                                                                      |
| 70.  | Śmierć świętego Józefa                                                                                              |
| 71.  | «Maryja przy śmierci Józefa dotkliwie cierpiała»                                                                    |
| 72.  | Na zakończenie życia ukrytego                                                                                       |
|      | KSIĘGA II – Pierwszy rok życia publicznego                                                                          |
| 1.   | Pożegnanie Jezusa z Matką przed Jego odejściem z Nazaretu                                                           |
| 2.   | «Płakała, bo była Współodkupicielką»                                                                                |
| 3.   | Chrzest Jezusa w Jordanie                                                                                           |
| 4.   | «Jan nie potrzebował żadnego znaku»                                                                                 |
| 5.   | Jezus kuszony przez diabła na pustyni                                                                               |
| 6.   | «Szatan zawsze ukazuje się w życzliwej powierzchowności»                                                            |
| 7.   | Spotkanie z Janem i Jakubem                                                                                         |
| 8.   | «Kochałem Jana ze względu na jego czystość»                                                                         |
| 9.   | Jan i Jakub mówią Piotrowi o Mesjaszu                                                                               |
| 10.  | Pierwsze spotkanie Piotra z Mesjaszem                                                                               |
| 11.  | «Jan był wielki także dzięki pokorze»                                                                               |
| 12.  | Jezus spotyka Filipa i Natanaela, w Betsaidzie w domu Piotra                                                        |
| 13.  | Juda Tadeusz przybywa do Betsaidy, aby zaprosić Jezusa na wesele w Kanie                                            |
| 14.  | Jezus na weselu w Kanie                                                                                             |
| 15.  | «Niewiasto, cóż nam odtąd do siebie?»                                                                               |
| 16.  | Jezus wyrzuca kupczących ze Świątyni                                                                                |
| 17.  | Spotkanie z Iskariotą i Tomaszem. Cud [uzdrowienia] Szymona Zeloty                                                  |
| 18.  | Tomasz zostaje uczniem                                                                                              |
| 19.  | Juda, syn Alfeusza, oraz Tomasz i Szymon przyjęci [do grona uczniów] nad brzegiem Jordanu                           |
| 20.  | Powrót po zakończeniu Paschy do Nazaretu razem z sześcioma uczniami                                                 |
| 21.  | Uzdrowienie niewidomego w Kafarnaum                                                                                 |
| 22.  | Uzdrowienie w synagodze opętanego z Kafarnaum                                                                       |
| 23.  | Uzdrowienie teściowej Piotra                                                                                        |
| 24.  | Jezus naucza i czyni cuda w domu Piotra                                                                             |
| 25.  | Jezus modli się w nocy                                                                                              |
| 26.  | Uzdrowienie trędowatego niedaleko Korozain                                                                          |
| 27.  | Uzdrowienie paralityka w domu Piotra w Kafarnaum                                                                    |
| 28.  | Cudowny połów |
| 29.  | Iskariota odnajduje Jezusa w Getsemani. Jezus przyjmuje go do [grona] uczniów                                       |
| 30.  | Jezus dokonuje cudu złamania ostrzy przy Bramie Rybnej                                                              |
| 31.  | Jezus naucza w Świątyni                                                                                             |
| 32.  | Jezus poucza Judasza Iskariotę                                                                                      |
| 33.  | Jezus spotyka w Getsemani Jana, syna Zebedeusza                                                                     |
| 34.  | «Jan – doskonały wzór dla tych, którzy stają się hostią z miłości do Mnie»                                          |
| 35.  | Jezus i Iskariota spotykają się z Szymonem i Janem                                                                  |
| 36.  | Jezus, Jan, Szymon i Judasz idą do Betlejem                                                                         |
| 37.  | Jezus w Betlejem. W domu wieśniaka i w Grocie                                                                       |
| 38.  | Jezus w gospodzie w Betlejem. Nauka na ruinach domu Anny                                                            |
| 39.  | Spotkanie Jezusa z pasterzami: Eliaszem, Lewim i Józefem                                                            |
| 40.  | Jezus w Jutcie u pasterza Izaaka                                                                                    |
| 41.  | Jezus w Hebronie. [Spotkanie z] Aglae w domu Zachariasza                                                            |
| 42.  | Jezus w Kariocie. Śmierć starego Saula                                                                              |
| 43.  | Jezus w drodze powrotnej z pasterzami, blisko Hebronu                                                               |
| 44.  | Jezus na Górze Postu i w Masywie Górskim Kuszenia                                                                   |
| 45.  | Bród na Jordanie. Spotkanie z pasterzami: Janem, Mateuszem i Symeonem                                               |
| 46.  | Iskariota sprzedaje Diomedesowi klejnoty Aglae                                                                      |
| 47.  | Jezus płacze z powodu Judasza, Szymon Zelota Go pociesza                                                            |
| 48.  | «U was też dobrzy są w takiej samej proporcji [do złych], jaka była między dobrymi [uczniami] i Judaszem»           |
| 49.  | Spotkanie Jezusa z Łazarzem w Betanii                                                                               |
| 50.  | Jezus powraca do Jerozolimy. [Szymon] słucha Iskarioty w Świątyni                                                   |
| 51.  | Jezus rozmawia z żołnierzem Aleksandrem przy Bramie Rybnej                                                          |
| 52.  | Jezus i Izaak w okolicy Dok. Wymarsz do Ezdrelonu                                                                   |
| 53.  | Jezus u pasterza Jonasza na Równinie Ezdrelońskiej                                                                  |
| 54.  | Powrót do Nazaretu po spotkaniu z Jonaszem                                                                          |
| 55.  | Nazajutrz w nazaretańskim domu                                                                                      |
| 56.  | Jezus naucza uczniów w zagajniku oliwnym                                                                            |
| 57.  | Jezus poucza uczniów w pobliżu domu                                                                                 |
| 58.  | Pouczenie uczniów i Najświętszej Maryi w nazaretańskim ogrodzie                                                     |
| 59.  | Uzdrowienie ‘Pięknej z Korozain’. Przemowa w synagodze w Kafarnaum                                                  |
| 60.  | Jakub, syn Alfeusza, przyjęty do grona uczniów. Jezus naucza przy komorze celnej Mateusza                           |
| 61.  | Jezus naucza tłum w Betsaidzie                                                                                      |
| 62.  | Powołanie Mateusza do grona uczniów                                                                                 |
| 63.  | Jezus na jeziorze w Tyberiadzie. Pouczenie uczniów w pobliżu miasta                                                 |
| 64.  | Jezus szuka Jonatana w Tyberiadzie, w domu Chuzy                                                                    |
| 65.  | Jezus w domu Alfeusza i w Swoim domu                                                                                |
| 66.  | Jezus pyta Matkę o Swoich uczniów                                                                                   |
| 67.  | «Ludzka natura apostołów – jakże ona ciążyła!»                                                                      |
| 68.  | Uzdrowienie Joanny, małżonki Chuzy, w pobliżu Kany                                                                  |
| 69.  | Jezus na Libanie w pasterzy Beniamina i Daniela                                                                     |
| 70.  | Jezus odbiera w miejscowości nadmorskiej listy dotyczące Jonasza                                                    |
| 71.  | Jezus w domu Marii Alfeuszowej zawiera pokój z kuzynem Szymonem                                                     |
| 72.  | «Łaska działa zawsze tam, gdzie się znajduje wola bycia sprawiedliwym»                                              |
| 73.  | Złe przyjęcie Jezusa w Nazarecie                                                                                    |
| 74.  | Jezus ze Swoją Matką w domu Joanny, małżonki Chuzy                                                                  |
| 75.  | Jezus w czasie winobrania w domu Anny. Cud uzdrowienia sparaliżowanego dziecka                                      |
| 76.  | Jezus u Dorasa. Śmierć Jonasza                                                                                      |
| 77.  | Jezus w domu wieśniaka Jakuba, w pobliżu jeziora                                                                    |
| 78.  | Powrót do brodu na Jordanie, w pobliżu Jerycha                                                                      |
| 79.  | Jezus w domu Łazarza. Marta mówi o Magdalenie                                                                       |
| 80.  | W domu Łazarza po Święcie Namiotów. Zaproszenie Józefa z Arymatei                                                   |
| 81.  | Jezus spotyka Gamaliela na uczcie u Józefa z Arymatei                                                               |
| 82.  | Uzdrowienie umierającego dziecka. Upomnienie Jezusa                                                                 |
| 83.  | Jezus rozmawia z Nikodemem w nocy w Getsemani                                                                       |
| 84.  | Jezus u Łazarza przed pójściem do Doliny „Pięknej Rzeki”                                                            |
| 85.  | Jezus w Dolinie „Pięknej Rzeki”. Początki życia wspólnego z uczniami                                                |
| 86.  | Jezus w Dolinie „Pięknej Rzeki”. «Ja jestem Panem, twoim Bogiem»                                                    |
| 87.  | Jezus w Dolinie „Pięknej Rzeki”. «Nie będziesz miał cudzych bogów obok Mnie»                                        |
| 88.  | Jezus w Dolinie „Pięknej Rzeki”. «Nie będziesz brał Mojego Imienia nadaremnie»                                      |
| 89.  | Jezus w Dolinie „Pięknej Rzeki”. «Czcij ojca swego i matkę swoją»                                                   |
| 90.  | Jezus w Dolinie „Pięknej Rzeki”. «Nie będziesz popełniał nieczystości»                                              |
| 91.  | Zasłonięta niewiasta z Doliny „Pięknej Rzeki”                                                                       |
| 92.  | Jezus w Dolinie „Pięknej Rzeki”. «Święć dni święte»                                                                 |
| 93.  | Jezus w Dolinie „Pięknej Rzeki”. «Nie zabijaj». Śmierć Dorasa                                                       |
| 94.  | Jezus w Dolinie „Pięknej Rzeki”. Trzech uczniów Chrzciciela. «Nie będziecie wystawiali na próbę Pana, Boga Waszego» |
| 95.  | Jezus w Dolinie „Pięknej Rzeki”. «Nie pożądaj żony bliźniego swego»                                                 |
| 96.  | Jezus w Dolinie „Pięknej Rzeki”. Uzdrawia szalonego Rzymianina i mówi do Rzymian                                    |
| 97.  | Jezus w Dolinie „Pięknej Rzeki”. «Nie mów fałszywego świadectwa»                                                    |
| 98.  | Jezus w Dolinie „Pięknej Rzeki”. «Nie pożądaj rzeczy bliźniego»                                                     |
| 99.  | Jezus w Dolinie „Pięknej Rzeki”. Zakończenie. Komentarz do Psalmu «Z głębokości» i «Zmiłuj się nade mną, Boże»      |
| 100. | Jezus opuszcza Dolinę „Pięknej Rzeki” i idzie w kierunku Betanii                                                    |
| 101. | Uzdrowienie chorej na raka Jeruzy z Dok                                                                             |
| 102. | W Betanii, w domu Szymona Zeloty                                                                                    |
| 103. | Dzień Poświęcenia Świątyni w domu Łazarza z pasterzami                                                              |
| 104. | Powrót do Doliny „Pięknej Rzeki”                                                                                    |
| 105. | Nowy uczeń. Wymarsz do Galilei                                                                                      |
| 106. | Na wzgórzach w pobliżu Emaus                                                                                        |
| 107. | W domu Kleofasa, przewodniczącego synagogi                                                                          |
|      | KSIĘGA III – Drugi rok życia publicznego                                                                            |
| 1.   | Pouczenie uczniów w drodze do Arymatei                                                                              |
| 2.   | W drodze ku Samarii. Pouczenie Apostołów                                                                            |
| 3.   | Samarytanka Fotynaj                                                                                                 |
| 4.   | Z mieszkańcami Sychar                                                                                               |
| 5.   | Głoszenie Dobrej Nowiny w Sychar                                                                                    |
| 6.   | Pożegnanie z ludem w Sychar                                                                                         |
| 7.   | Pouczenie Apostołów. Cud uzdrowienia Samarytanki                                                                    |
| 8.   | Jezus odwiedza Chrzciciela w pobliżu miasta Enon                                                                    |
| 9.   | Jezus poucza Apostołów                                                                                              |
| 10.  | Jezus w Nazarecie: «Synu, pójdę z Tobą»                                                                             |
| 11.  | W Kanie, w domu Zuzanny. Urzędnik królewski                                                                         |
| 12.  | W domu Zebedeusza. Salome przyjęta jako uczennica                                                                   |
| 13.  | Jezus mówi do Swoich [uczniów] o apostolstwie kobiet                                                                |
| 14.  | Jezus przemawia do galerników w Cezarei Nadmorskiej                                                                 |
| 15.  | Uzdrowienie małej Rzymianki w Cezarei                                                                               |
| 16.  | Annalia ślubuje dziewictwo                                                                                          |
| 17.  | Pouczenia dla uczennic w Nazarecie                                                                                  |
| 18.  | Jezus mówi na jeziorze do Joanny, małżonki Chuzy                                                                    |
| 19.  | Jezus w Gergesie. Uczniowie Jana                                                                                    |
| 20.  | Z Neftalii do Giszali. Spotkanie z rabbim Gamalielem                                                                |
| 21.  | Uzdrowienie wnuka faryzeusza Eliasza z Kafarnaum                                                                    |
| 22.  | Jezus w domu w Kafarnaum po cudzie uzdrowienia Elizeusza                                                            |
| 23.  | Uczta w domu faryzeusza Eliasza, w Kafarnaum                                                                        |
| 24.  | Usunięcie się na górę przed wyborem Apostołów                                                                       |
| 25.  | Wybór dwunastu Apostołów                                                                                            |
| 26.  | Pierwsze kazanie Szymona Zeloty i Jana                                                                              |
| 27.  | W domu Joanny, małżonki Chuzy. Jezus i Rzymianki                                                                    |
| 28.  | Aglae w domu Maryi, w Nazarecie                                                                                     |
| 29.  | Kazanie na Górze. «Wy jesteście solą ziemi»                                                                         |
| 30.  | Kazanie na Górze (część pierwsza). Błogosławieństwa                                                                 |
| 31.  | Kazanie na Górze (część druga)                                                                                      |
| 32.  | Kazanie na Górze (część trzecia)                                                                                    |
| 33.  | Kazanie na Górze (część czwarta)                                                                                    |
| 34.  | Kazanie na Górze (część piąta)                                                                                      |
| 35.  | Uzdrowienie trędowatego u stóp góry                                                                                 |
| 36.  | U stóp góry. Szabat po Kazaniu na Górze                                                                             |
| 37.  | Uzdrowienie sługi centuriona                                                                                        |
| 38.  | «Pozostaw umarłym grzebanie umarłych»                                                                               |
| 39.  | Przypowieść o siewcy                                                                                                |
| 40.  | Pouczenie w kuchni, w domu Piotra. Wiadomość o pojmaniu Chrzciciela                                                 |
| 41.  | Przypowieść o dobrym ziarnie i o życicy                                                                             |
| 42.  | Jezus wdrodze do Magdali                                                                                            |
| 43.  | Jezus w Magdali. Drugie spotkanie z Marią Magdaleną                                                                 |
| 44.  | W domu matki Beniamina w Magdali                                                                                    |
| 45.  | Uciszenie burzy |
| 46.  | «Nieszczęścia służą przekonaniu was o waszej nicości»                                                               |
| 47.  | Opętani z Gergesy                                                                                                   |
| 48.  | Z Tarichei w kierunku Taboru. Początek drugiej podróży paschalnej                                                   |
| 49.  | W Endor, w grocie wróżbiarki. Nawrócenie Feliksa nazwanego Janem                                                    |
| 50.  | Wskrzeszenie syna wdowy z Nain                                                                                      |
| 51.  | Przybycie do Ezdrelonu i pobyt w pobliżu [domu] Micheasza                                                           |
| 52.  | Szabat w Ezdrelonie. Mały Jabes. Przypowieść o bogaczu i Łazarzu                                                    |
| 53.  | Z Ezdrelonu do En-Gannim. Przejście przez Mageddo                                                                   |
| 54.  | Z En-Gannim do Sychem w ciągu dwóch dni                                                                             |
| 55.  | Z Sychem do Berot                                                                                                   |
| 56.  | Z Berot do Jerozolimy                                                                                               |
| 57.  | Szabat w Getsemani                                                                                                  |
| 58.  | W Świątyni w godzinie składania ofiary                                                                              |
| 59.  | Spotkanie Jezusa z Matką w Betanii                                                                                  |
| 60.  | Potęga słowa Maryi                                                                                                  |
| 61.  | Aglae u Nauczyciela                                                                                                 |
| 62.  | Egzamin Margcjama                                                                                                   |
| 63.  | Wigilia Paschy w Świątyni                                                                                           |
| 64.  | Jezus uczy modlitwy „Ojcze nasz”                                                                                    |
| 65.  | Jezus i poganie w Betanii                                                                                           |
| 66.  | Przypowieść o synu marnotrawnym                                                                                     |
| 67.  | Przypowieść o dziesięciu pannach                                                                                    |
| 68.  | Przypowieść o królu, który przygotował ucztę dla swego syna                                                         |
| 69.  | W kierunku Betlejem z apostołami i uczniami                                                                         |
| 70.  | W drodze do Elizy z Betsur                                                                                          |
| 71.  | W domu Elizy. „Niech wasze cierpienie przynosi owoce”                                                               |
| 72.  | W kierunku Hebronu. Racje świata i racje Boże                                                                       |
| 73.  | Przyjęcie świąteczne w Hebronie                                                                                     |
| 74.  | W Jutcie. Kazanie w domu Izaaka                                                                                     |
| 75.  | W Kariocie. Przemówienie w synagodze                                                                                |
| 76.  | W domu Judasza z Kariotu                                                                                            |
| 77.  | Opętana dziewczynka z Betginny                                                                                      |
| 78.  | Na równinie, w drodze do Askalonu                                                                                   |
| 79.  | Zatargi z faryzeuszami                                                                                              |
| 80.  | Jezus i uczniowie w drodze do Askalonu                                                                              |
| 81.  | [Opowiadanie o] nauczaniu i cudzie w Askalonie                                                                      |
| 82.  | Jezus w Magdalgad. Zniszczenie pogańskiego bożka                                                                    |
| 83.  | Pouczenia apostołów w drodze do Jamni                                                                               |
| 84.  | Jezus i Jego uczniowie w drodze do Modin                                                                            |
| 85.  | Jezus przemawia do złoczyńców                                                                                       |
| 86.  | Przybycie do Beter                                                                                                  |
| 87.  | Paralityk przy Sadzawce Betesda                                                                                     |
| 88.  | W Betanii. «Nauczycielu, Maria wezwała Martę»                                                                       |
| 89.  | Margcjam powierzony Porfirei, małżonce Piotra                                                                       |
| 90.  | Jezus naucza w Betsaidzie                                                                                           |
| 91.  | Chora na krwotok i córka Jaira                                                                                      |
| 92.  | Jezus i Marta w Kafamaum                                                                                            |
| 93.  | Uzdrowienie dwóch niewidomych i opętanego niemego                                                                   |
| 94.  | Przypowieść o zagubionej owieczce                                                                                   |
| 95.  | «Po przypomnieniu Prawa kazałem śpiewać nadziei przebaczenia»                                                       |
| 96.  | Jezus mówi do Marty: «Masz już w ręku twe zwycięstwo»                                                               |
| 97.  | Magdalena w domu faryzeusza Szymona                                                                                 |
| 98.  | «Wiele przebaczono temu, kto bardzo kocha»                                                                          |
| 99.  | Rozważania o nawróceniu Marii Magdaleny                                                                             |
| 100. | «Warto stracić przyjaźń, aby zdobyć jedną duszę»                                                                    |
| 101. | Magdalena idzie z Maryją do uczniów                                                                                 |
| 102. | Przypowieść o rybakach                                                                                              |
| 103. | Margcjam uczy Magdalenę modlitwy „Ojcze nasz”                                                                       |
| 104. | Jezus do Filipa: «Ja jestem potężnym Miłującym». Przypowieść o znalezionej drachmie                                 |
| 105. | Wiedza nie jest zepsuciem, kiedy jest religią                                                                       |
| 106. | W domu w Kanie |
| 107. | Jan powtarza przemowę Jezusa [wygłoszoną] na Górze Tabor                                                            |
| 108. | Jezus w Nazarecie                                                                                                   |
| 109. | Szabat w synagodze w Nazarecie                                                                                      |
| 110. | Matka poucza Marię z Magdali                                                                                        |
| 111. | W Betlejem Galilejskim                                                                                              |
| 112. | «Powołanie jest czymś więcej niż krew». W kierunku Szikaminon                                                       |
| 113. | Do uczniów z Szikaminon: «Spalić siebie»                                                                            |
| 114. | W Tyrze. «Wytrwać – oto wielkie słowo»                                                                              |
| 115. | Do uczniów z Szikaminon                                                                                             |
| 116. | Jezus do Magdaleny: «Będę pracował nad tobą ogniem i kowadłem»                                                      |
| 117. | Syntyka – grecka niewolnica                                                                                         |
| 118. | Pożegnanie z Martą, Magdaleną i Syntyką                                                                             |
| 119. | Jezus mówi o nadziei                                                                                                |
| 120. | Jezus udaje się na Górę Karmel z Jakubem, synem Alfeusza                                                            |
| 121. | «Kochać doskonale, ażeby być świętym przywódcą»                                                                     |
| 122. | «Nazwij synem tego, kto zada ci ból»                                                                                |
| 123. | Piotr naucza w Ezdrelonie: «Miłość jest zbawieniem»                                                                 |
| 124. | Jezus do wieśniaków Giokany: «Miłość jest posłuszeństwem»                                                           |
| 125. | Najświętsza Maryja: «Moja litość jest silniejsza niż wszystko»                                                      |
| 126. | «Wypełnienie dobra to modlitwa większa niż psalmy»                                                                  |
| 127. | Dzień Iskarioty w Nazarecie                                                                                         |
| 128. | Pouczenia dla apostołów na początku [działalności] apostolskiej                                                     |
| 129. | «Czy Ty jesteś Mesjaszem?» – pytają wysłannicy Chrzciciela                                                          |
| 130. | Jezus pracuje jako stolarz dla wdowy w Korozain                                                                     |
| 131. | «Miłość jest tajemnicą i przykazaniem chwały»                                                                       |
| 132. | «Serce nie jest już obrzezane»                                                                                      |
| 133. | Śmierć Jana Chrzciciela                                                                                             |
| 134. | «Chodźmy do Tarichei»                                                                                               |
| 135. | Rozmowa z uczonym w Piśmie                                                                                          |
| 136. | Pierwsze rozmnożenie chleba                                                                                         |
| 137. | Jezus kroczy po wodzie                                                                                              |
| 138. | «Jeśli będziecie mieć wiarę, przyjdę i uchronię was przed niebezpieczeństwem»                                       |
| 139. | Spotkanie z uczniami                                                                                                |
| 140. | Skąpstwo i bogaty głupiec                                                                                           |
| 141. | W ogrodzie Marii z Magdali                                                                                          |
| 142. | Jezus wysyła siedemdziesięciu dwóch, aby Go głosili                                                                 |
| 143. | Spotkanie z Łazarzem w Obozie Galilejczyków                                                                         |
| 144. | Siedemdziesięciu dwóch relacjonuje Jezusowi, co uczynili                                                            |
| 145. | W Świątyni podczas Święta Namiotów                                                                                  |
| 146. | Józef i Nikodem donoszą, że Świątynia jest powiadomiona o obecności Jana z Endor i Syntyki wśród uczniów            |
| 147. | Syntyka mówi w domu Łazarza                                                                                         |
| 148. | Misja czterech apostołów w Judei                                                                                    |
| 149. | Jezus opuszcza Betanię i idzie do Zajordanii                                                                        |
| 150. | Kupiec zza Eufratu                                                                                                  |
| 151. | Z Ramot do Gerazy                                                                                                   |
| 152. | Przemowa w Gerazie                                                                                                  |
| 153. | Szabat w Gerazie |
| 154. | Odejście z Gerazy                                                                                                   |
| 155. | W drodze do Bozry                                                                                                   |
| 156. | W Bozrze |
| 157. | Mowa i cuda w Bozrze                                                                                                |
| 158. | Pożegnanie z uczennicami                                                                                            |
| 159. | W Arbeli |
| 160. | Idąc do Aery |
| 161. | Jezus przemawia w Aerze                                                                                             |
| 162. | Maria i Maciej |
| 163. | Przyjmowanie sakramentów jest daremne, jeśli brakuje miłości                                                        |
| 164. | Nie ma nędzy, której Jezus me mógłby przemienić w bogactwo                                                          |
| 165. | «Chciałbym, żeby sieroty miały matkę»                                                                               |
| 166. | W Nain w domu wskrzeszonego Daniela                                                                                 |
| 167. | W owczarni w Endor                                                                                                  |
| 168. | Z Endor do Magdali                                                                                                  |
| 169. | Jezus w Nazarecie na święto Poświęcenia Świątyni                                                                    |
| 170. | Jezus z Janem z Endor i z Syntyką w Nazarecie                                                                       |
| 171. | Pouczenie udzielone Margcjamowi przez Jezusa                                                                        |
| 172. | Szymon Zelota w Nazarecie                                                                                           |
| 173. | Wieczór w domu w Nazarecie                                                                                          |
| 174. | Jezus i Salome, małżonka kuzyna Szymona                                                                             |
| 175. | Kuzyn Szymon wraca do Jezusa                                                                                        |
| 176. | Szymon Piotr w Nazarecie. Wspaniałomyślność Margcjama                                                               |
| 177. | «Nic się nie traci w świętej ekonomii powszechnej miłości»                                                          |
| 178. | «Janie z Endor, udasz się do Antiochii»                                                                             |
|      | KSIĘGA IV – Trzeci rok życia publicznego                                                                            |
| 1.   | W Nazarecie. Pojednanie. Przygotowanie do odejścia                                                                  |
| 2.   | Odejście z Nazaretu                                                                                                 |
| 3.   | W kierunku Jiftach El                                                                                               |
| 4.   | Pożegnanie Jezusa z dwojgiem uczniów                                                                                |
| 5.   | Ból, modlitwa, pokuta Jezusa                                                                                        |
| 6.   | Z Ptolemaidy do Tyru                                                                                                |
| 7.   | Odpłynięcie z Tyru na statku kreteńskim                                                                             |
| 8.   | Burza i cuda na statku                                                                                              |
| 9.   | Przybicie i zejście na ląd w Seleucji                                                                               |
| 10.  | Z Seleucji do Antiochii                                                                                             |
| 11.  | Droga do Antygonei                                                                                                  |
| 12.  | Pożegnanie z Antiochią                                                                                              |
| 13.  | Powrót ośmiu apostołów do Akzib                                                                                     |
| 14.  | Pobyt w Akzib z sześcioma apostołami                                                                                |
| 15.  | Ewangelizacja u granic Fenicji                                                                                      |
| 16.  | Jezus w Aleksandroszenie                                                                                            |
| 17.  | Nazajutrz w Aleksandroszenie                                                                                        |
| 18.  | Pasterz Annasz prowadzi Jezusa w kierunku Akzib                                                                     |
| 19.  | Matka kananejska |
| 20.  | Bartłomiej odkrywa przyczynę                                                                                        |
| 21.  | W drodze powrotnej do Galilei                                                                                       |
| 22.  | Spotkanie z Judaszem Iskariotą i z Tomaszem                                                                         |
| 23.  | Izmael ben Fabi |
| 24.  | Jezus w Nazarecie ze Swoimi kuzynami, z Piotrem oraz z Tomaszem                                                     |
| 25.  | Pochylona niewiasta z Korozain                                                                                      |
| 26.  | Pozbawiony owoców figowiec. Drogą w kierunku Safad                                                                  |
| 27.  | W drodze do Meron                                                                                                   |
| 28.  | Na grobie Hillela w Giszali                                                                                         |
| 29.  | Głuchoniemy uzdrowiony na granicy Fenicji                                                                           |
| 30.  | Jezus w Cedes |
| 31.  | W drodze do Cezarei Filipowej                                                                                       |
| 32.  | W Cezarei Filipowej                                                                                                 |
| 33.  | W zamku w Cezarei Paneadzie                                                                                         |
| 34.  | Jezus po raz pierwszy zapowiada Swą mękę i gani Piotra                                                              |
| 35.  | Proroctwo o Piotrze i Margcjamie. Niewidomy w Betsaidzie                                                            |
| 36.  | Z Kafarnaum do Nazaretu, z Manaenem i uczennicami                                                                   |
| 37.  | Przemienienie. Uzdrowienie epileptyka                                                                               |
| 38.  | Pouczenia uczniów po przemienieniu                                                                                  |
| 39.  | Podatek świątynny i stater w pyszczku ryby                                                                          |
| 40.  | Największy w Królestwie Niebieskim. Mały Beniamin z Kafarnaum                                                       |
| 41.  | Beniamin był wiemy aż do śmierci                                                                                    |
| 42.  | Drugie rozmnożenie chlebów                                                                                          |
| 43.  | Duchowy cud rozmnożenia chleba                                                                                      |
| 44.  | Chleb z Nieba |
| 45.  | Nowy uczeń: Mikołaj z Antiochii                                                                                     |
| 46.  | Jezus idzie w kierunku Gadary                                                                                       |
| 47.  | Noc w Gadarze i odejście. Rozwód                                                                                    |
| 48.  | Jezus w Pelli |
| 49.  | Za Jabesz-Galaad, w domu Macieja                                                                                    |
| 50.  | Uzdrowiona trędowata: Róża Jerychońska                                                                              |
| 51.  | Cud na wezbranym Jordanie                                                                                           |
| 52.  | Na drugim brzegu. Spotkanie z Matką                                                                                 |
| 53.  | W Rama. Liczba wybranych                                                                                            |
| 54.  | Jezus w Świątyni. „Ojcze nasz” i przypowieść o synach                                                               |
| 55.  | Jezus w Getsemani i w Betanii                                                                                       |
| 56.  | Listy z Antiochii                                                                                                   |
| 57.  | Czwartek przed Paschą. Część pierwsza                                                                               |
| 58.  | Czwartek przed Paschą. Część druga: w Świątyni                                                                      |
| 59.  | Czwartek przed Paschą. Część trzecia: różne pouczenia                                                               |
| 60.  | Czwartek przed Paschą. Część czwarta: w domu Joanny                                                                 |
| 61.  | Czwartek przed Paschą. Część piąta                                                                                  |
| 62.  | Dzień Przygotowania. Część pierwsza: poranek                                                                        |
| 63.  | Dzień Przygotowania. Część druga: w Świątyni                                                                        |
| 64.  | Dzień Przygotowania. Część trzecia: na ulicach Jerozolimy                                                           |
| 65.  | Dzień Przygotowania. Część czwarta: Uczta Paschalna z Łazarzem                                                      |
| 66.  | Sobota Przaśników                                                                                                   |
| 67.  | «Marto, Marto, troszczysz się o wiele...»                                                                           |
| 68.  | Jezus przemawia w Betanii                                                                                           |
| 69.  | W kierunku góry Adumin                                                                                              |
| 70.  | Po skupieniu w Karit                                                                                                |
| 71.  | Esseńczycy i faryzeusze, przypowieść o niewiernym zarządcy                                                          |
| 72.  | W domu Nike |
| 73.  | U brodu pomiędzy Jerychem i Batabarą                                                                                |
| 74.  | W domu Salomona |
| 75.  | Nauczanie przy rozstaju dróg w wiosce Salomona                                                                      |
| 76.  | W kierunku zachodniego brzegu Jordanu                                                                               |
| 77.  | W Galgali |
| 78.  | W kierunku Engaddi. Rozdzielenie się i pożegnanie Judasza oraz Szymona                                              |
| 79.  | Przybycie do Engaddi                                                                                                |
| 80.  | Pouczenie i cud w Engaddi                                                                                           |
| 81.  | Uzdrowienie trędowatego Elizeusza z Engaddi                                                                         |
| 82.  | W Masadzie |
| 83.  | W wiejskim domu Marii, matki Judasza                                                                                |
| 84.  | Pożegnanie Kariotu                                                                                                  |
| 85.  | Anna i Maria z Kariotu. Pożegnanie z Matką Judasza                                                                  |
| 86.  | Pożegnanie z Juttą                                                                                                  |
| 87.  | Pożegnanie z Hebronem                                                                                               |
| 88.  | Pożegnanie z Betsur                                                                                                 |
| 89.  | W Beter |
| 90.  | Jezus z Piotrem i Bartłomiejem w Beter                                                                              |
| 91.  | Pożegnanie z Beter                                                                                                  |
| 92.  | Duchowa walka i zwycięstwo Szymona, syna Jony                                                                       |
| 93.  | Droga w kierunku Emaus na równinie                                                                                  |
| 94.  | Przemowa w pobliżu Emaus na równinie                                                                                |
| 95.  | Jezus przemawia w Joppie do Judasza z Kariotu i do pogan                                                            |
| 96.  | W posiadłości Nikodema                                                                                              |
| 97.  | U Józefa z Arymatei                                                                                                 |
| 98.  | Szabat w domu Józefa z Arymatei. Jan – członek Sanhedrynu                                                           |
| 99.  | Rozmowy Apostołów                                                                                                   |
| 100. | Cud zebrania kłosów na równinie                                                                                     |
| 101. | Apostołowie w swoim gronie z Jezusem. Jezus i Piotr                                                                 |
| 102. | W Jerozolimie na Pięćdziesiątnicę                                                                                   |
| 103. | Jezus na uczcie u członka Sanhedrynu i faryzeusza                                                                   |
| 104. | W Betanii |
| 105. | Jezus i żebrak na drodze prowadzącej do Jerycha                                                                     |
| 106. | Nawrócenie Zacheusza                                                                                                |
| 107. | «Zacheusz – celnik i grzesznik, ale nie ze złej woli»                                                               |
| 108. | «Błogosławieni ubodzy w duchu»                                                                                      |
| 109. | W wiosce Salomona                                                                                                   |
| 110. | Jezus w wiosce Dekapolu                                                                                             |
| 111. | Opętany |
| 112. | Kwas faryzeuszów |
| 113. | «Powinniście mówić: jesteśmy bezużytecznymi sługami»                                                                |
| 114. | «Jeśli okaże skruchę siedem razy, przebacz mu siedem razy»                                                          |
| 115. | «Męczeństwem jest życie dla nauczania innych, kiedy się pragnie iść do Nieba»                                       |
| 116. | W Cezarei Nadmorskiej                                                                                               |
| 117. | Mądrość – forma świętości – daje światło osądowi                                                                    |
| 118. | «Religia to miłość i pragnienie pójścia do Tego, w kogo wierzymy»                                                   |
| 119. | Przypowieść o winnicy i wolnej woli                                                                                 |
| 120. | Idąc przez Równinę Ezdrelońską                                                                                      |
| 121. | Jezus i strącone gniazdo                                                                                            |
| 122. | Błogosławieni, którzy we wszystkim potrafią widzieć Boga                                                            |
| 123. | Dalsza droga przez Równinę Ezdrelońską                                                                              |
| 124. | Z wieśniakami Giokany                                                                                               |
| 125. | W Nazarecie |
| 126. | Jezus przy pracy opowiada przypowieść o malowanym drewnie                                                           |
| 127. | Szabat w spokoju Nazaretu                                                                                           |
| 128. | «Najpierw jestem córką i służebnicą Boga, a potem – Matką»                                                          |
| 129. | Jezus rozmawia z Maryją                                                                                             |
| 130. | Maryja w Tyberiadzie                                                                                                |
| 131. | Trzeba z wdzięcznością dziękować temu, kto wyświadcza nam łaskę                                                     |
| 132. | Nowy szabat w Nazarecie                                                                                             |
| 133. | Odejście i wędrówka do Betlejem Galilejskiego                                                                       |
| 134. | Judasz z Kariotu u Maryi z Nazaretu                                                                                 |
| 135. | Śmierć dziadka Margcjama                                                                                            |
| 136. | Jezus mówi do apostołów o miłości                                                                                   |
| 137. | Jezus w Tyberiadzie                                                                                                 |
| 138. | Jezus przybywa do Kafarnaum                                                                                         |
| 139. | Nauczanie w okolicach jeziora. Kafarnaum                                                                            |
| 140. | W Magdali |
| 141. | Wydarzenie w Kafarnaum. Jezus obrońcą dzieci                                                                        |
| 142. | W osadzie przed Hippos                                                                                              |
| 143. | Poranne nauczanie w osadzie nad jeziorem                                                                            |
| 144. | Mowa w pobliżu schronienia trędowatego                                                                              |
| 145. | Jezus w Hipposie |
| 146. | W kierunku Gamali                                                                                                   |
| 147. | W Gamali |
| 148. | Z Gamali do Afek |
| 149. | Przemowa w Afek |
| 150. | W Gergesie. Powrót do Kafarnaum                                                                                     |
| 151. | «Bądźcie roztropni jak węże, a prości jak gołębie»                                                                  |
| 152. | Szabat w Kafarnaum                                                                                                  |
| 153. | U Joanny, małżonki Chuzy. List z Antiochii                                                                          |
| 154. | W termach Tyberiadzkiego Emmaus                                                                                     |
| 155. | W Tarichei |
| 156. | W wiejskim domu Chuzy, za Jordanem                                                                                  |
| 157. | Jezus mówi o umiłowanym                                                                                             |
| 158. | W Betsaidzie i w Kafarnaum. Udanie się w nową podróż                                                                |
| 159. | U Judy i Anny w pobliżu Jeziora Meron                                                                               |
| 160. | Jezus opowiada przypowieść o podzieleniu wody                                                                       |
| 161. | Nie mam lepszego wypoczynku niż powiedzieć: 'Ocaliłem kogoś, kto ginął’                                             |
| 162. | «Wszelki upadek ma swe przygotowanie w czasie»                                                                      |
| 163. | Pożegnanie z nielicznymi wiernymi z Korozain                                                                        |
| 164. | Jezus mówi o obowiązkach teściowej i synowej                                                                        |
| 165. | Jezus mówi o Swoim Królestwie i o Swoim Prawie                                                                      |
| 166. | Osąd Jezusa |
| 167. | Jezus uzdrawia w Sydonie dziecko niewidome od urodzenia                                                             |
| 168. | «Wierność współmałżonkowi – pouczeniem tej wizji»                                                                   |
| 169. | W drodze powrotnej z granic syrofenickich                                                                           |
| 170. | W drodze do Seforii                                                                                                 |
| 171. | Jezus u trędowatych grzeszników z Betlejem Galilejskiego                                                            |
| 172. | Jezus i Matka w lesie Matatiasza                                                                                    |
| 173. | Jezus rozmawia z Józefem, synem Alfeusza                                                                            |
| 174. | W oczekiwaniu na wieśniaków Giokany w pobliżu wieży w Jizreel                                                       |
| 175. | W drodze do Engannim                                                                                                |
| 176. | Przybycie Jezusa i Jana do Engannim                                                                                 |
| 177. | Jezus i samarytański pasterz                                                                                        |
| 178. | Dziesięciu trędowatych w pobliżu Efraim                                                                             |
| 179. | Jezus w Efraim. Przypowieść o owocu granatu                                                                         |
| 180. | Jezus w Betanii na Święto Namiotów                                                                                  |
| 181. | Jezus w Świątyni na Święto Namiotów. «Królestwo Boże nie przyjdzie w zewnętrznym blasku»                            |
| 182. | W Świątyni. «Czy wiecie, kim jestem i skąd przychodzę?»                                                             |
| 183. | W Świątyni. «Jeszcze krótki czas będę z wami»                                                                       |
| 184. | W Nobe. Cud uciszenia wiatru                                                                                        |
| 185. | Jezus w Obozie Galilejczyków ze Swymi kuzynami-apostołami                                                           |
| 186. | Ostatni wielki dzień Święta Namiotów. «Kto jest spragniony, niech przyjdzie do Mnie»                                |
| 187. | W Betanii. «Zabija się na wiele sposobów»                                                                           |
| 188. | W pobliżu źródła En Rogel                                                                                           |
| 189. | Jezus, faryzeusze, jawnogrzesznica                                                                                  |
| 190. | «Winnej wskazuję drogę, którą ma podążać, aby się zbawić»                                                           |
| 191. | Pouczenia apostołów i uczniów                                                                                       |
| 192. | W wiosce i domu Salomona                                                                                            |
| 193. | Jezus i Szymon, syn Jony                                                                                            |
| 194. | Jezus do Tadeusza i Jakuba, syna Zebedeusza                                                                         |
| 195. | Jezus i mężczyzna z Petry w pobliżu Cheszbonu                                                                       |
| 196. | Schodząc z Nebo |
| 197. | «Ciemności nie chcą światła»                                                                                        |
| 198. | Jezus pociesza apostołów                                                                                            |
| 199. | Małżonka saduceusza wywołującego zmarłych                                                                           |
| 200. | «Nie magiczna formuła, lecz modlitwa może was zjednoczyć z Bogiem»                                                  |
| 201. | «Ci, którzy Mnie kochają, odchodzą»                                                                                 |
| 202. | Przypowieść o niesprawiedliwym sędzim                                                                               |
| 203. | «Ja jestem Światłością świata»                                                                                      |
| 204. | «Jesteśmy potomstwem Abrahama»                                                                                      |
| 205. | W domu Józefa z Seforii                                                                                             |
| 206. | Stary kapłan Natan                                                                                                  |
| 207. | Uzdrowienie niewidomego od urodzenia                                                                                |
| 208. | Jezus w Nobe. Judasz z Kariotu kłamie                                                                               |
| 209. | Jezus w ruinach zniszczonej wioski                                                                                  |
| 210. | Jezus przemawia w Emaus górskim                                                                                     |
| 211. | W Beteronie |
| 212. | W kierunku Gabaonu                                                                                                  |
| 213. | W Gabaonie |
| 214. | W drodze powrotnej do Jerozolimy                                                                                    |
| 215. | «Ja jestem dobrym Pasterzem»                                                                                        |
| 216. | Idąc w stronę Betanii do Łazarza                                                                                    |
| 217. | W drodze doTekoa. Stary Eliannasz                                                                                   |
| 218. | Jezus przemawia w Tekoa                                                                                             |
| 219. | W Jerychu |
| 220. | Przemowa w Jerychu. Przypowieść o faryzeuszu i celniku                                                              |
| 221. | W domu Zacheusza z nawróconymi                                                                                      |
| 222. | Jezus wypowiada się o Sabei z Betlei                                                                                |
| 223. | W Betabara |
| 224. | W drodze powrotnej do Nobe                                                                                          |
| 225. | Judasz z Kariotu już nie jest posłuszny                                                                             |
| 226. | W Nobe w następnych dniach                                                                                          |
| 227. | Jezus czeka na rozwiązłego Judasza z Kariotu                                                                        |
| 228. | Jezus i Waleria. Cud uzdrowienia małego Lewiego w Nobe                                                              |
| 229. | Jezus i grzesznica wysłana po to, aby Go kusić                                                                      |
| 230. | Jezus i Judasz z Kariotu idą do Jerozolimy                                                                          |
| 231. | Jezus w synagodze rzymskich wyzwoleńców                                                                             |
| 232. | Judasz i nieprzyjaciele Jezusa                                                                                      |
| 233. | Siedmioro uzdrowionych trędowatych. Jezus mówi do apostołów oraz do Marty i Marii                                   |
| 234. | Jezus w czasie święta Poświęcenia Świątyni                                                                          |
| 235. | Jezus idzie do Groty Narodzenia, aby się odosobnić                                                                  |
| 236. | Jezus i Jan, syn Zebedeusza                                                                                         |
| 237. | Jezus, Jan i Manaen                                                                                                 |
|      | KSIĘGA V – Przygotowanie do Męki                                                                                    |
| 1.   | Przybycie żydów do Betanii                                                                                          |
| 2.   | Żydzi u Marty i Marii                                                                                               |
| 3.   | Marta wysyła sługę do Nauczyciela                                                                                   |
| 4.   | Śmierć Łazarza |
| 5.   | Przekazanie Jezusowi wiadomości o agonii Łazarza                                                                    |
| 6.   | Pogrzeb Łazarza |
| 7.   | «Chodźmy spotkać się z naszym przyjacielem Łazarzem, który zasnął»                                                  |
| 8.   | Wskrzeszenie Łazarza                                                                                                |
| 9.   | Refleksja nad wskrzeszeniem Łazarza                                                                                 |
| 10.  | Wydarzenia w Jerozolimie i w Świątyni po wskrzeszeniu Łazarza                                                       |
| 11.  | Jezus w Betanii. Józef z Arymatei donosi o postanowieniu Sanhedrynu                                                 |
| 12.  | W drodze do Efraim                                                                                                  |
| 13.  | Pierwszy dzień w Efraim                                                                                             |
| 14.  | Wielkie jest prawo szabatu, lecz największe – przykazanie miłości                                                   |
| 15.  | Judasz gani postępowanie Jezusa                                                                                     |
| 16.  | Jezus poucza Piotra o ocenianiu wielkości winy oraz o wartości cierpienia                                           |
| 17.  | Kłótliwość Judasza w Efraim. Pouczenie Jezusa o prawdziwym kulcie Boga                                              |
| 18.  | Przybycie krewnych dzieci i mieszkańców Sychem                                                                      |
| 19.  | Pouczenie w drodze do Sychem                                                                                        |
| 20.  | Manaen przybywa potajemnie do Jezusa                                                                                |
| 21.  | Józef z Arymatei oraz Nikodem powiadamiają Jezusa o wydarzeniach w Judei                                            |
| 22.  | Nawrócenie Samuela, ucznia Jonatana, syna Uzzjela                                                                   |
| 23.  | Alfeusz, syn Sary, broni Jezusa w Nazarecie                                                                         |
| 24.  | Fałszywi posłańcy w Sychem. Rozmowa Klaudii z Jezusem w Efraim                                                      |
| 25.  | Jezus uzdrawia mężczyznę z Jamnii                                                                                   |
| 26.  | Judasz nie wierzy w autentyczność cierpienia Chrystusa                                                              |
| 27.  | Przybycie Matki i uczennic do Efraim                                                                                |
| 28.  | Judasz z Kariotu – złodziej                                                                                         |
| 29.  | Wędrówka z Efraim do Szilo. Smutek Maryi                                                                            |
| 30.  | W Szilo. Przypowieść o złych radach                                                                                 |
| 31.  | W Lebonie. Przypowieść o tych, którym źle doradzono                                                                 |
| 32.  | Judasz pyta, czy zadanie śmierci Jezusowi, jest czynem sprawiedliwym                                                |
| 33.  | Przypowieść o sprawiedliwości syna królewskiego i o udzielanych mu radach                                           |
| 34.  | Judasz oddziela się od uczniów                                                                                      |
| 35.  | Ocalenie młodego Beniamina w Enon                                                                                   |
| 36.  | «Judaszu, czy dla ciebie Moja śmierć ma być daremna?»                                                               |
| 37.  | Spotkanie z bogatym młodzieńcem                                                                                     |
| 38.  | Trzecia zapowiedź Męki. Synowie Zebedeusza i ich matka                                                              |
| 39.  | W Jerychu. Przed udaniem się do Betanii                                                                             |
| 40.  | «Czy jesteście pewni, że ręka Samarytanina napisała to oskarżenie?»                                                 |
| 41.  | Judasz dostarcza Sanhedrynowi oskarżenia przeciwko Jezusowi. Dwóch niewidomych z Jerycha                            |
| 42.  | Jezus przybywa do Betanii                                                                                           |
| 43.  | «Judaszu, daję ci środek ocalenia, a ty Mnie nienawidzisz?»                                                         |
| 44.  | Piątek przed wejściem do Jerozolimy. Jezus i uczennice                                                              |
| 45.  | Szabat przed wejściem do Jerozolimy. «Judaszu, nie czynię cudów dla pozyskania przyjaciół»                          |
| 46.  | Szabat przed wejściem do Jerozolimy. Pielgrzymi i Żydzi w Betanii                                                   |
| 47.  | Wieczerza w Betanii                                                                                                 |
|      | KSIĘGA VI – Męka Jezusa Chrystusa                                                                                   |
| 1.   | «Syn Boga i Niepokalanej stał się jak robak»                                                                        |
| 2.   | «Wystarczy mówić prawdę, by być znienawidzonym»                                                                     |
| 3.   | «Cierpiałem, widząc jak cierpi Moja Matka»                                                                          |
| 4.   | «Byłem i jestem Synem Boga, ale byłem też Synem Człowieczym»                                                        |
| 5.   | «Nie zastanawiacie się nigdy nad tym, ile Mnie kosztowaliście»                                                      |
| 6.   | Pożegnanie z Łazarzem                                                                                               |
| 7.   | Judasz udaje się do przywódców Sanhedrynu                                                                           |
| 8.   | Z Betanii do Jerozolimy                                                                                             |
| 9.   | Wjazd Jezusa do Jerozolimy                                                                                          |
| 10.  | Wieczór Niedzieli Palmowej                                                                                          |
| 11.  | Poniedziałek po wejściu do Jerozolimy. Część I: Dzień                                                               |
| 12.  | Poniedziałek przed Paschą. Część II: Noc                                                                            |
| 13.  | Wtorek przed Paschą. Część I: Dzień                                                                                 |
| 14.  | Wtorek przed Paschą. Część II: Noc                                                                                  |
| 15.  | Środa przed Paschą. Część I: Dzień (cz. 1)                                                                          |
| 15a. | Środa przed Paschą. Część I: Dzień (cz. 2)                                                                          |
| 16.  | Środa przed Paschą. Część II: Noc                                                                                   |
| 17.  | Czwartek przed Paschą. Dzień                                                                                        |
| 18.  | Opis wieczernika. Pożegnanie z Matką przed Ostatnią Wieczerzą                                                       |
| 19.  | Ostatnia Wieczerza                                                                                                  |
| 20.  | Refleksja nad Ostatnią Wieczerzą                                                                                    |
| 21.  | Konanie i pojmanie w Getsemani                                                                                      |
| 22.  | Proces (cz. 1) |
| 22a. | Proces (cz. 2) |
| 23.  | Rozważanie o postępowaniu Piłata względem Jezusa                                                                    |
| 24.  | Judasz z Kariotu po zdradzie                                                                                        |
| 25.  | Gdyby Judasz rzucił się do stóp Matki, mówiąc: „Litości” – Litościwa przygarnęłaby go jak rannego                   |
| 26.  | Maryja musi usunąć dzieło Ewy                                                                                       |
| 27.  | Jan przychodzi po Matkę                                                                                             |
| 28.  | Z Pretorium na Kalwarię                                                                                             |
| 29.  | Ukrzyżowanie |
| 30.  | Grób Józefa z Arymatei. Straszliwa udręka Maryi. Zabalsamowanie ciała Zbawiciela                                    |
| 31.  | Powrót do wieczernika                                                                                               |
| 32.  | Noc Wielkiego Piątku                                                                                                |
| 33.  | Lament Dziewicy |
| 34.  | W dzień Wielkiej Soboty                                                                                             |
| 35.  | Noc Wielkiej Soboty                                                                                                 |
|      | KSIĘGA VII – Uwielbienie                                                                                            |
| 1.   | Poranek Zmartwychwstania                                                                                            |
| 2.   | Świt Wielkiej Nocy. Lamentacja. Modlitwa Maryi                                                                      |
| 3.   | Zmartwychwstanie |
| 4.   | Jezus ukazuje się Matce                                                                                             |
| 5.   | Pobożne niewiasty przy Grobie                                                                                       |
| 6.   | W związku z poprzednią sceną                                                                                        |
| 7.   | Jezus ukazuje się przyjaciołom. Ukazanie się Łazarzowi                                                              |
| 8.   | Jezus ukazuje się Joannie                                                                                           |
| 9.   | Jezus ukazuje się Nikodemowi, Józefowi i Manaenowi                                                                  |
| 10.  | Jezus ukazuje się pasterzom                                                                                         |
| 11.  | Jezus ukazuje się uczniom z Emaus                                                                                   |
| 12.  | Jezus ukazuje się innym przyjaciołom                                                                                |
| 13.  | Jezus ukazuje się Apostołom                                                                                         |
| 14.  | Powrót Tomasza |
| 15.  | Jezus ukazuje się Apostołom i Tomaszowi                                                                             |
| 16.  | Zmartwychwstały Jezus w Getsemani                                                                                   |
| 17.  | Apostołowie idą na Golgotę. A potem...                                                                              |
| 18.  | Jezus w różnych miejscowościach potwierdza swoje zmartwychwstanie u tych, którzy weń wierzą (cz. 1)                 |
| 18a. | Jezus w różnych miejscowościach potwierdza swoje zmartwychwstanie u tych, którzy weń wierzą (cz. 2)                 |
| 19.  | Jezus ukazuje się na brzegu jeziora                                                                                 |
| 20.  | Jezus na Górze Tabor                                                                                                |
| 21.  | Jezus do Apostołowi uczniów                                                                                         |
| 22.  | Pascha uzupełniająca                                                                                                |
| 23.  | Wniebowstąpienie Pańskie                                                                                            |
| 24.  | Wybór Macieja na Apostoła                                                                                           |
| 25.  | Zesłanie Ducha Świętego                                                                                             |
| 26.  | Piotr nie jest już prostym rybakiem, ale Arcykapłanem                                                               |
| 27.  | Maryja przyjmuje Łazarza i Józefa z Arymatei                                                                        |
| 28.  | Maryja i Jan na miejscach Męki                                                                                      |
| 29.  | Maryja otrzymuje całun                                                                                              |
| 30.  | Męczeństwo Szczepana                                                                                                |
| 31.  | Zróżnicowane konsekwencje spotkań z Chrystusem                                                                      |
| 32.  | Złożenie świętego Szczepana do Grobu                                                                                |
| 33.  | Gamaliel zostaje chrześcijaninem                                                                                    |
| 34.  | Rozmowa Piotra z Janem                                                                                              |
| 35.  | Błogosławione przejście Maryi [do Nieba]                                                                            |
| 36.  | Wniebowzięcie |
| 37.  | Rozważania i wyjaśnienia na temat Wniebowzięcia – przejścia Najświętszej Maryi [do Nieba]                           |
| 38.  | Pożegnanie z Dziełem                                                                                                |

## Poemat Boga Człowieka aStary Testament
W dziele Marii Valtorty Jezus aż 1635 razy nawiązuje do Starego Testamentu. Mistyczka zanotowała wiele odniesień Chrystusa niezapisanych w Nowym Testamencie, gdzie takich cytatów jest 350. Jezus nawiązuje również do ksiąg deuterokanonicznych, co do których Nowy Testament rzuca jedynie aluzje (np.: 1Kor 10:20 nawiązuje do Ba 4:7), lecz nie cytuje ich bezpośrednio. Zgodnie z indeksem, jaki opublikowało wydawnictwo Vox Domini w internetowej wersji Poematu, brakuje jedynie odniesień do Księgi Lamentacji (zwanej też Lamentacjami Jeremiasza albo Trenami Jeremiasza), a także do 4 ksiąg proroków mniejszych: Księgi Joela, Amosa, Abdiasza i Nahuma. Często wspomina się na przykład Judę Machabeusza, nie brakuje także odniesień do Mądrości Syracha (zwanej też Eklezjastykiem lub Mądrością Syracydesa) czy też do Księgi Mądrości.

## Proroctwa
W Poemacie Boga-Człowieka podane jest proroctwo, że drugie przyjście Jezusa Chrystusa nastąpi wtedy, gdy „cały Izrael znajdzie się pod płaszczem Kościoła Chrystusowego”. W części drugiej księgi trzeciej Chrystus zapowiada także ogłoszenie dogmatu o Niepokalanym Poczęciu Najświętszej Maryi Panny (Pius IX ogłosił ten dogmat wiary w 1854 roku).

## Historia dzieła i opinia Kościoła
Valtorta spisała teksty odręcznie bez porządku chronologicznego. Początkowo była przeciwna publikacji, ale zgodziła się na nią w 1947 roku dzięki ingerencji jej spowiednika o. Romualdo Migliorini. Notatki zostały przepisane w porządku chronologicznym i zbindowane przez teologów z Zakonu Serwitów Najświętszej Maryi Panny, o. Romualda Migliorini i o. Corrado Berti. Po kwietniu 1947 roku ks. Berti wręczył pierwszy egzemplarz dzieła papieżowi Piusowi XII. W czasie audiencji specjalnej udzielonej serwitom, opiekunom Marii Valtorty, 26 lutego 1948 roku papież powiedział: „Opublikujcie to dzieło takie, jakie jest. Nie ma potrzeby wydawać opinii o jego pochodzeniu. Kto przeczyta, ten zrozumie”. Był to wyraz dezaprobaty dla proponowanej przedmowy, która miała na celu wyjaśnienie natury dzieła. Kardynał Edouard Gagnon, pisząc 31 października 1987 roku do Centrum Badawczego im. Marii Valtorty, mówił o rodzaju imprimatur udzielonego przez papieża.
Wydanie dzieła wymagało zezwolenia biskupa ordynariusza właściwego dla miejsca zamieszkania autorki lub ordynariusza miejsca wydania lub druku. Musiało być udzielone na piśmie. Według biskupa Romana Danylaka wydawcy pierwszego wydania nie przedłożyli dzieła do wcześniejszej aprobaty kościelnej. Zakładając, że miał ustną aprobatę papieską, ks. Berti przedstawił pracę do publikacji w Drukarni Watykańskiej. W 1949 roku Święte Oficjum wezwało kapłana i nakazało mu oddać wszystkie kopie dzieła oraz przyrzec, że go nie opublikuje. Berti przekazał kopie maszynopisu, ale oryginał zwrócił Marii Valtorcie. W 1952 roku Valtorta podpisała kontrakt z wydawcą Michele Pisani, który w latach 1956–1959 wydrukował dzieło w czterech tomach. Pominięto nazwisko pisarki, która za życia chciała pozostać nieznana.
Święte Oficjum, na podstawie dekretu papieża Jana XXIII z 16 grudnia 1959 roku, umieściło książkę na Indeksie Ksiąg Zakazanych. Powodem było twierdzenie, że dzieło jest nadnaturalnego pochodzenia. Krytykowano rozwlekłość dzieła, nieodpowiednie opisy kwestii trudnych (np. grzechów), domniemane błędy historyczne, geograficzne itp. (bez podania przykładów), pewne nieścisłości doktrynalne. Podkreślono „poważny akt nieposłuszeństwa” wobec zakazu publikacji wydanym zakonnikom dekadę wcześniej. Dekret został opublikowany w „L'Osservatore Romano” z 6 stycznia 1960 roku. Paweł VI, następca Jana XXIII, zniósł Indeks Ksiąg Zakazanych (przestał być prawem kościelnym, zachował wartość moralną).
W 1985 roku kardynał Joseph Ratzinger, prefekt Kongregacji Doktryny Wiary, napisał w liście do kardynała Giuseppe Siri, arcybiskupa Genui: „Potwierdzam słuszność potępienia dzieła Marii Valtorty i uważam za niepożądane jego rozpowszechnianie dla uniknięcia szkód, jakie dzieło to mogłoby wywołać u prostych ludzi”. Obrońcy dzieła podkreślają jednak, że kardynał Joseph Ratzinger nie analizował osobiście pism Marii Valtorty, ale podtrzymał werdykt kardynała Alfredo Ottavianiego, zdecydowanego przeciwnika dzieł Marii Valtorty i innych objawień prywatnych (przyczynił się do umieszczenia na Indeksie Ksiąg Zakazanych nie tylko Poematu Boga-Człowieka, ale także Dzienniczka siostry Faustyny). Zwolennicy dzieła podkreślają, że kardynał Ratzinger był „daleki od negatywnego osądu” i uznał jedynie, że „rozpowszechnianie Poematu w tamtym czasie nie było uważane za stosowne” z powodu słabego przygotowania teologicznego wiernych, którzy mogliby „postawić wyżej objawienie prywatne nad objawienie publiczne”.
W 1992 roku sekretarz Konferencji Episkopatu Dionigi Tettamanzi oficjalnie zażądał od wydawcy włoskiego Emilio Pisaniego, aby na pierwszej stronie dzieła określono wyraźnie, że „wizje i dyktanda, jakie są zapisane, nie mogą być uznane za mające pochodzenie nadprzyrodzone, lecz powinny być uważane za formę literacką, jaką autorka posłużyła się dla opowiedzenia po swojemu o życiu Jezusa”. Wydawca utrzymywał, że uznano, że dzieło jest wolne od błędów doktrynalnych lub moralnych. Podczas swojej pierwszej wizyty w siedzibie Kongregacji Nauki Wiary w Watykanie Pisani dowiedział się, że kongregacja poprosiła o list w związku z decyzją o zezwoleniu wszystkim katolikom na czytanie dzieła Marii Valtorty na takich samych warunkach jak inne publikacje. Od tej pory wzrasta poczytność dzieła i ilość pozytywnych świadectw na jego temat.
W Polsce dzieło Marii Valtorty wydało wydawnictwo Vox Domini. Opublikowano 7 ksiąg w 16 tomach (10 książek). Jest to przekład z języka francuskiego i włoskiego.

## Opinie duchownych
Kardynał Edouard Gagnon 31 października 1987 wydał oświadczenie: „Sąd wydany przez Ojca Świętego w roku 1948 stanowił oficjalne imprimatur nadane w obecności świadków”. Także papież Paweł VI, zgodnie z relacją prałata Pea qua Ia Macci – jego prywatnego sekretarza – przeczytał jedną z ksiąg Poematu Boga-Człowieka i oznajmił, że bardzo ceni dzieło. Polecił przesłać komplet Poematu do biblioteki seminarium diecezjalnego.
Włoski teolog ojciec Gabriel M. Roschini OSM, profesor mariologii, autor ponad 900 tytułów z tej dziedziny, uważał Poemat Boga-Człowieka za najważniejsze dzieło dla mariologii, dające najbardziej żywy i całościowy obraz Maryi. „Kto chce poznać Najświętszą Dziewicę (Dziewicę, która jest w doskonałej harmonii z Magisterium Kościoła, zwłaszcza z Soborem Watykańskim II, z Pismem Świętym i Tradycją Kościoła), musi zagłębić się w mariologii valtortańskiej!” – pisał. Arcybiskup Alfonso Carinci, Sekretarz Kongregacji ds. Liturgii, w 1946 roku uznał dzieło za w pełni zgodne z treścią Ewangelii jako przyczyniające się do „lepszego zrozumienia jej znaczenia”. Także ojciec Augustin Bea, późniejszy kardynał, jezuita, rektor Papieskiego Instytutu Biblijnego i doradca Świętego Oficjum, w 1952 roku, po przeczytaniu maszynopisu wielu książek Marii Valtorty, nie znalazł błędów dotyczących egzegezy.
Gabriel Maria Allegra OFM, tłumacz Biblii na język chiński, w roku 1970 wypowiedział się w sposób przychylny dziełu, uznając jego charyzmatyczny charakter jako „palec Boży”. Pisał: „Poemat w żadnym miejscu nie stoi w sprzeczności z Ewangelią, ale znakomicie uzupełnia ją, ożywia ją, nadaje jej mocy i wrażliwości (...). Dyskursy naszego Pana, nawet najtrudniejsze w ich zwięzłości, dają nam wyjaśnienia. Ten, kto czyta Poemat, oddycha atmosferą Ewangelii i prawie staje się jedną z osób w tym tłumie, który podąża za Mistrzem. (...) Ewangelia staje się żywa podczas tej lektury. To uświadamiamy sobie wszyscy, czytając”. W 1961 roku, opowiadając na krytykę wobec tej opinii, odpisał: „Po przeczytaniu całego Poematu lepiej rozumiemy Ewangelię. (...) Nadal nie wiem i prawdopodobnie nigdy się nie dowiem i nie będę umiał tego sobie wytłumaczyć, w jaki sposób Pan mógł pokazać swoje ziemskie życie duszy żyjącej w XX wieku, ale wierzę w Miłość, która potrafi wszystko”. Dodał też: „To, co zadziwia mnie najbardziej, to fakt, że Valtorta nigdzie nie popełniła błędów teologicznych. Przeciwnie – oddaje ujawnione tajemnice w sposób łatwy w odbiorze dla czytelnika, przedstawiając je w przystępnym i nowoczesnym języku”. Prałat Ugo Lattanzi, dziekan Wydziału Teologii Papieskiego Uniwersytetu Laterańskiego i doradca Świętego Oficjum, w 1951 roku oznajmił, że żaden pisarz nie mógłby zapisać takiej obfitości materiału, gdyby nie był pod wpływem siły nadprzyrodzonej. George H. Pearce, arcybiskup Suvy, w 1987 roku uznał, że jest dla niego „rzeczą niemożliwą, aby ten, kto czyta to ogromne dzieło z otwartym umysłem, nie przekonał się, że autorem jest Duch Święty”. Ks. André Richard, doktor teologii i założyciel katolickiego pisma „L’Homme Nouveau”, stwierdził: „Po dwudziestu latach badań i studiów nie znalazłem w dziele Valtorty nic, co byłoby sprzeczne z wiarą, z Ewangelią oraz z nauczaniem Kościoła”.
Również św. Ojciec Pio był zwolennikiem Poematu. Zgodnie z relacją duchowej córki Ojca Pio, Rosi Giordani, zakonnik nakazał jej czytanie dzieła Marii Valtorty. Natomiast dla Matki Teresy z Kalkuty Poemat był najważniejszą, po Piśmie Świętym i Brewiarzu, lekturą duchową.
Ks. prof. Rene Laurentin, ceniony współcześnie badacz objawień, napisał: „Pomimo że dzieło opublikowano, nie bez cichej zgody papieża Piusa XII, zostało ono potępione przez św. Oficjum. Poemat Boga-Człowieka był ostatnim utworem wpisanym do katalogu Indeksu, który został usunięty w wyniku Soboru w 1966 roku. (…) Argumenty sformułowane przeciwko dziełu, a opublikowane w „Osservatore Romano” nie są poważne. (…) Wszystkie wydarzenia Ewangelii przesuwały się przed oczyma Marii Valtorty, jak w reportażu. Odróżniała ona osoby i dialogi we wzruszającym świetle. Jej opis jest fascynujący, zdumiewający w swym prawdopodobieństwie oraz uszanowaniu Ewangelii”.
Poemat Boga-Człowieka otrzymał przychylne opinie wielu biskupów katolickich. Do dzieła Marii Valtorty odwoływali się także przedstawiciele chińskiego Kościoła, którzy wyrażali nadzieję na postęp prac w tłumaczeniu dzieła na język chiński. Ich zdaniem Poemat może „pomóc ludowi Bożemu docenić przesłanie Ewangelii”. 

## Opinie ekspertów w sprawie wiarygodności dzieła
François-Paul Dreyfus, profesor teologii biblijnej we Francuskiej Szkole Biblijnej i Archeologicznej w Jerozolimie, stwierdził w roku 1986: „Zrobiło na mnie wielkie wrażenie znalezienie w dziele Marii Valtorty nazw przynajmniej 6 czy 7 miejscowości, których nie ma ani w Starym, ani w Nowym Testamencie. Te nazwy są znane ze źródeł niebiblijnych tylko kilku specjalistom. Skąd i jakim sposobem mogłaby ona znać te nazwy, jeśli nie z objawień, które – jak twierdzi – otrzymała”. Jean Aulagnier – specjalista w dziedzinie kalendarzy starożytnych, autor książki o pismach Marii Valtorty i o niej samej zatytułowanej Maria Valtorta, qui es-tu?, napisał w 1995 roku: „Mając ustaloną naukową chronologię wszystkich wydarzeń w pracy Marii Valtorty, stwierdzam, że nie można tego wytłumaczyć inaczej niż poprzez interwencję Bożą”.
Dr Vittorio Tredici, geolog i mineraolog, w 1952 roku podkreślał niewytłumaczalną precyzyjną wiedzę mistyczki na temat Palestyny w jej aspekcie panoramicznym, topograficznym, geologicznym i mineralogicznym. W tym samym roku profesor Nicola Pende, specjalista w dziedzinie patologii oraz endokrynologii, pisał: „Co wzbudziło we mnie, lekarzu, najwyższy podziw i autentyczne zaskoczenie, to mistrzostwo eksperta, z jakim Valtorta opisuje zjawisko, jakie niewielu doskonałych lekarzy potrafiłoby opisać: scenę agonii Jezusa na krzyżu. Ogromny ból skurczowy, jaki znosił Odkupiciel z powodu ran głowy, rąk i stóp, które podtrzymywały resztę ciała, co powoduje, w opisie Valtorty, skurcze całego ciała, zesztywnienie tężcowe piersi i członków, co wcale nie mąci ani umysłu, ani woli Pana, a wyraża najsilniejszy ból fizyczny, wywołany najgorszą z męczarni”. Gianfranco Nolli, biblista, dyrektor Muzeum Watykańskiego, pisał: „(...) Valtorta opisuje miejsca, zwyczaje, stroje z naprawdę dużą precyzją, którą rzadko można by spotkać nawet u kogoś, kto jest obeznany z tym wszystkim (...)”.
Badania Davida J. Webstera wykazały, że w Poemacie wymienionych jest 255 różnych miejsc geograficznych położonych na terenach historycznej Palestyny, z czego 79, tj. prawie jedna trzecia, nie pojawia się w indeksie atlasu dołączonego do wydanej w 1939 roku International Standard Bible Encyclopedia (ISBE), a 62 spośród nich nie ma także w Macmillan Bible Atlas (MBA) z 1968 roku. 52 to miejsca nieposiadające nawet odniesień w Biblii. Spośród tych 17 pominiętych przez atlas ISBE a wymienionych w MBA, 9 zostało potwierdzonych przez zewnętrzne źródła starożytne, a od tego czasu kolejne 20 zostało potwierdzonych w wydanym w 1989 roku Harper Collins Atlas of the Bible (HCAB).
Lonnie Lee Van Zandt, profesor fizyki, opisał o dokładności licznych opisów nieba w Poemacie. Stwierdził, że układ ciał niebieskich, o jakich wspominała Valtorta, jest zgodny z wynikami badań astronomicznych, które przeprowadził za pomocą specjalistycznego programu komputerowego. Lee Van Zandt uznał, że Włoszka nie byłaby w stanie sama dokonać takich obserwacji i przychylił się do tezy mówiącej o nadprzyrodzoności objawień.
Mitchell Pacwa SJ, znający biegle biblijne języki, stwierdził, że „najlepsze, co można powiedzieć o Poemacie Boga-Człowieka, to to, że jest to zła powieść”. „Długie wypowiedzi Jezusa i Maryi wyraźnie kontrastują z ewangelistami, którzy przedstawiają Jezusa jako pokornego, powściągliwego; Jego dyskursy są szczupłe, wyraziste. Fikcyjna historia Valtorty sprawia, że Jezus brzmi jak gaduła, zawsze gotowa ogłosić się Mesjaszem i Synem Bożym lub uczyć teologii we współczesnych kategoriach. Matka Boska mówi jak „propagandysta” współczesnej teologii maryjnej. Natomiast Hugo Lattanzi, profesor teologii fundamentalnej na Papieskim Uniwersytecie Laterańskim, zachwalał formę literacką dzieła: „są to naprawdę wspaniałe strony, zarówno jeśli chodzi o myśl, jak i formę; opisy sytuacji psychologicznych godne Shakespeare’a, dialogi prowadzone w sposób godny Sokratesa czy Platona, a opisy natury i środowiska godne najbardziej pomysłowego pisarza”. Maurice Raffa, dyrektor Międzynarodowego Centrum Porównań i Syntezy, również podkreślał walory literackie Poematu: „aby napisać chociaż jeden z wielu tomów składających się na to Dzieło – potrzeba by Autora (który w dzisiejszych czasach nie istnieje), który byłby równocześnie wielkim poetą, zdolnym biblijnym uczonym, oddanym teologiem, ekspertem w dziedzinie archeologii i topografii i doświadczonym znawcą ludzkiej psychologii”. Gabriel Maria Allegra OFM pisał: „Niektóre rozmowy Pana Jezusa, których zasadniczy temat jest jedynie sugerowany w Ewangeliach, jest w tym Dziele rozwinięty z niezwykłą naturalnością, z łączeniem myśli tak logicznym, tak spontanicznym, tak połączonym z czasem, miejscem i okolicznościami, jakiej nigdy nie znalazłem u najsławniejszych egzegetów...”.

## Kontrowersyjne fragmenty

### Jezus używający śrub
Mitchell Pacwa SJ zarzucał Poematowi anachronizm, uważając, że Jezus nie mógł używać w swej pracy śrub. Tymczasem jedną z pierwszych osób, które opisały i używały urządzeń opartych na śrubie, był Archytas z Tarentu (428–347 r. p.n.e.), a także bardziej znany Archimedes (287–212 r. p.n.e.). Znany jest także skomplikowany mechanizm z Antykithiry, datowany na lata 150–100 p.n.e.

### Jezus rzekomo przyznający się do ulegania pokusie
Ojciec Alain Bandelier postawił oskarżenie, że Poemat Boga-Człowieka zawiera herezję, odwołując się do zdania z 32 rozdziału Księgi II:

[Judasz:] «Nigdy nie byłeś kuszony?»
[Jezus:]: «Judaszu, mam trzydzieści lat. Nie żyłem w grocie [ukrytej] w górach, lecz pośród ludzi. A nawet gdybym był w najbardziej samotnym miejscu na ziemi, czy sądzisz, że nie przyszłyby pokusy? Człowiek ma w sobie wszystko: dobro i zło.

Ojciec Bandelier interpretuje ten tekst następująco: Jezus przyznaje się do tego, że jest w nim grzech. „Oto w jaki sposób, mimo dobrych intencji głosi się czystą herezję: sam Syn Boży zamieszkiwany przez zło!” – pisze. Bruno Perrinet, zdeklarowany zwolennik dzieła Marii Valtorty, broni tego fragmentu, uważając, że wątpliwości rozwiewają się po dokładnym przeanalizowaniu fragmentu i poprawieniu błędnego tłumaczenia, które powinno brzmieć: „Wszystko znajduje się dookoła nas: i dobro, i zło. Możemy przyjąć wszystko”. Dodatkowo bezpośredni kontekst wskazuje, że Jezus nigdy nie stwierdził, że uległ pokusie. Tuż przed fragmentem, który cytuje ojciec Bandelier, Jezus oznajmia: „Nigdy nie przystałem na grzech. A to nie dlatego, że jestem Synem Ojca, ale dlatego, iż tego chciałem, by pokazać człowiekowi, że Syn Człowieczy nie zgrzeszył, ponieważ nie chciał zgrzeszyć, oraz że człowiek jeśli nie chce grzechu, może go także nie popełnić”. Bezpośrednio zaś po tym, Judasz pyta Jezusa: „Ale jeśli nigdy nie popełniłeś grzechu, to jak możesz sądzić grzeszników?”.

### Używanie zwrotu „Trójca” i „Jahwe”
Marcin Szkodziński w artykule Objawienia prywatne kreują teologię ludową odniósł się krytycznie do dzieła Valtorty, stwierdzając, że: „To niemożliwe, aby którakolwiek postać nowotestamentalna użyła określenia Trójca. Greckie „trias” użył po raz pierwszy dopiero Teofil z Antiochii (ok. 180) i to jeszcze w innym rozumieniu niż podaje obecna teologia katolicka. Gdyby ewangeliści tak szafowali tym określeniem, jak u włoskiej „mistyczki”, nie byłoby np. konfliktu ariańskiego lub o subordynacjonizm”. Takie słowa Maria Valtorta wkłada w usta Jezusa:

Błogosławię was wszystkich w imię Boga Jedynego w Trójcy, i w imię Słowa, które wcieliło się po to, aby być zbawieniem dla ludzi dobrej woli.

– Popełniacie błąd, bo oddajecie kult jednemu tylko, podczas gdy On jest cudowną Trójcą.

– Nie unoście się. Zawołajcie ich, a powiedzą wam – jeśli jest prawdą, iż wiedzą – że Bóg jest Jeden w Trójcy: Ojciec, Syn i Duch Święty, i że Słowo, to znaczy Syn Myśli, przyszedł zgodnie z tym, co zostało przepowiedziane, ażeby wybawić Izraela i świat z grzechu. Ja jestem Słowem. Jestem przepowiedzianym Mesjaszem. Nie ma zatem żadnego świętokradztwa, jeśli nadaję Ojcu imię Ojca Mojego.

Szkodziński pisze: „Używają zwrotów, których nie mieli prawa znać (anachronizmy), a także, które nie miały swoich odpowiedników w języku greckim i hebrajskim. Jezus i jego otoczenie nie widzą problemu w używaniu imienia Jahwe, mimo że wszystko wskazuje na to, że nie wolno było tego czynić nikomu poza arcykapłanem, i to tylko raz w roku, w czasie święta Jom Kippur, gdy wchodził do sanktuarium Świętego Świętych w świątyni jerozolimskiej z krwią ofiarnych kozłów”.

## Poematw innych objawieniach prywatnych
W orędziach ks. prałata Ottavio Micheliniego pt. Orędzia Pana Jezusa Chrystusa do kapłanów znaleźć możemy takie słowa, które ks. Michelini zapisuje jako słowa Jezusa: „Wśród tych kapłanów drogim mi jest X,., gdyż pragnie szczerze swej doskonałości i miłuje to cudowne dzieło, którego świat nie zna, pyszni odrzucają, pokorni kochają: jest to Poemat Boga-Człowieka. Jest to dzieło przeznaczone przez Opatrzność Bożą na wasze czasy. Jest to źródło wody żywej i czystej. To Ja Sam, Słowo żywe i wieczne, dałem się znowu na pokarm duszom, które miłuję. (...) Jeśli czytający Poemat Boga-Człowieka nie odczuje łaski Bożej, woni nadprzyrodzonej, świadczy to, że ma duszę zatłoczoną i zaciemnioną. Biskupi, kapłani, zakonnicy i zakonnice, którzy znowu powołują się na roztropność, stanie się ona dla nich przyczyną wielu nieroztropności. Otaczają się oni tą roztropnością, a nie wiedzą, że są w twierdzy szatana. Roztropność jest cnotą, a cnota nie obawia się rzeczy bożych. Do czegoście doszli? Niech ks. X. – wie, że za każdym razem, gdy odczytuje Poemat Boga-Człowieka sprawia Mi radość, której odmawiają Mi inni”.
W innym miejscu Chrystus miał powiedzieć: „Podyktowałem Marii Valtorcie, duszy ofiarnej, wspaniałe dzieło. Ja jestem autorem tego dzieła. Dobrze wiesz o tym, że wielu kapłanów znajduje się opozycji do tego dzieła. To również potwierdza synu, że ten, kto nie odkrył w tym Poemacie Bożego Zbawiciela, powiewu czegoś nadzwyczajnego, ma duszę zaciemnioną i obciążoną. Ja nie mówię „czytaj”, ale kontempluj, studiuj, a przyniesie to nieskończone dobro dla duszy. Jest to dzieło na nowe czasy, które pragnęła Mądrość i Boża Opatrzność. Jest to źródło żywej i czystej wody. To jestem Ja, Słowo Żywe i odwieczne, Który dałem ponownie Samego Siebie jako pożywienie dla dusz, które kocham. Ja, Ja Sam, jestem Światłem, a Światło nie może być niczym zagmatwane i przygaszone przez ciemność. Tam gdzie Ja jestem znajdywany, ciemność jest rozproszona, ażeby zrobić miejsce dla światła”.
Wzmianka o Poemacie Boga-Człowieka znajduje się w orędziu z 19 września 1975 roku: „Podyktowane Marii Valtorcie, duszy ofiarnej, przedziwne dzieło, zatytułowane Poemat Boga-Człowieka, którego Ja jestem Autorem. Zdałeś już sobie sprawę ze wściekłych reakcji szatana. Poznałeś opory wielu kapłanów, sprzeciwiających się temu dziełu. Lecz gdyby ono było nie tylko czytane, ale studiowane i rozważane, przyniosłoby olbrzymie dobro duszom. Dzieło to jest źródłem poważnej i solidnej kultury. Lecz nad to dzieło, które ma zapewnione wielkie powodzenie w Kościele odnowionym, przedkładają oni śmieci tylu pism i książek zarozumiałych teologów. Błogosławię cię jak zawsze. Kochaj Mnie.
W 2009 na Uniwersytecie Yale ukazał się raport opisujący związek między objawieniami z Medziugoria a pismami Marii Valtorty. Wizjonerki z Medziugoria Marija Pavlovic i Vicka Ivankovic stwierdziły, że zapisy Marii Valtorty dotyczące jej rozmów z Jezusem są wiarygodne. Zgodnie z oświadczeniem Ivankovic złożonym 27 stycznia 1988 roku, w 1981 roku Maryja powiedziała jej w Medziugoriu: „Jeśli ktoś chce poznać Jezusa, powinien przeczytać Marię Valtortę. Ta księga jest prawdą”. Jednak ks. Philip Pavich OFM, amerykańsko-chorwacki franciszkanin z Medziugorie, wysłał okólnik kwestionujący wizje Marii Valtorty i późniejszą książkę.